# I, Robot (Computerspiel)
I, Robot ist ein Arcade-Shoot-’em-up, das von Dave Theurer programmiert und 1983 durch Atari veröffentlicht wurde. Es ist das erste kommerzielle Videospiel, das 3D-Grafik mithilfe gefüllter Polygone benutzt. Mit nur etwa 1.500 verkauften Einheiten war das Spiel jedoch ein Misserfolg.

## Entwicklung
Zu Projektbeginn hatte Atari vor, ein 3D-Rennspiel zu entwerfen. Bei einem frühen Prototyp zeigten sich jedoch Probleme mit der Verdeckungsberechnung und den Möglichkeiten der von Dave Sherman konstruierten Hardware. Unter dem Projektnamen Ice Castles wurde das Spiel dann als Shoot ’em up weiterentwickelt.

## Spielablauf
Das Spiel basiert nicht, wie der Name es vermuten lässt, auf Asimovs Buch I, Robot, sondern orientiert sich lose an Orwells Roman 1984. Der Spieler steuert den rebellierenden „Interface Robot (#1984)“ und versucht einen Gegner namens „Big Brother“ samt seinen „Evil Eyes“ zu besiegen.
I, Robot besteht aus 99 Levels, in denen der Spieler jeweils versucht rotgefärbte Teile des Spielfelds durch Berührung blau zu färben und somit ein „Evil Eye“ ausschalten zu können. Diese werden durch überdimensionale Augen dargestellt und haben die Fähigkeit die Spielfigur zu zerstören, falls jene in festgelegten Zeiträumen springen sollte. Der Spieler kann außerdem Lebenspunkte verlieren, indem ein Zeitlimit abläuft oder er Gegner wie Vögel, Bomben oder fliegende Haie berührt.
Zwischen den einzelnen Levels fliegt der Roboter durch eine Art Weltraum und der Spieler versucht Objekte abzuschießen oder ihnen auszuweichen.

### Innovationen
Neben der Polygongrafik führte I, Robot weitere Innovationen in die Spielentwicklung ein: Die Perspektive kann zu einem gewissen Grad vom Spieler bestimmt werden. Beginnend mit einer Überkopfdarstellung, die Spielen wie Pac-Man ähnelt kann diese in etwa neunzig Grad bis zu einer Perspektive hinter der Spielfigur verschoben werden. Eine Darstellungsform, die von vielen Action-Adventures und Jump ’n’ runs ab den späten 1990er-Jahren genutzt wurde. Eine weitere Neuerung stellt der zweite Spielmodus „The Ungame - Doodle City“ dar. Für ein in den Automaten geworfenes Geldstück kann der Spieler drei Minuten lang verschiedene Polygone des Spiels zeichnen, verschieben und rotieren lassen. I, Robot ist zudem das erste Spiel, das einen „Hall-Effect-Joystick“ benutzt.
Trotz dieser Innovationen kann das Spiel aufgrund der niedrigen Verkaufszahlen für Atari-Spiele als Flop bezeichnet werden. Als Gründe für diesen Misserfolg werden unter anderem der Video Game Crash, die erst Jahre später zum Standard gewordene Darstellungsform und die hohe Fehleranfälligkeit des Systems genannt.